# Baurusuchidae
Baurusuchidae é uma família de crocodilomorfos do clado Notosuchia do Cretáceo Superior (Turoniano - Maastrichtiano) que ocorreram na América do Sul e no subcontinente indiano.

## Gêneros
- Baurusuchus: do Turoniano - Santoniano do Brasil.[2]
- Campinasuchus: do Turoniano – Santoniano do Brasil.[3]
- Cynodontosuchus: Coniaciano - Santoniano da Argentina.[4]
- Gondwanasuchus: do Cretáceo Superior do Brasil.[5]
- Pabwehshi: do Maastrichtiano do Paquistão.[6]
- Pissarrachampsa: do Campaniano – Maastrichtiano do Brasil.[7]
- Stratiotosuchus:  do Turoniano - Santoniano do Brasil.[8]
- Wargosuchus: do Santoniano da Argentina.[9]